# 韓邦問
韓邦問（1442年—1530年），字大经，号宜庵，浙江會稽縣（今绍兴）人，明朝政治人物，成化己丑进士。官至南京刑部尚書。

## 生平
成化五年（1469年）乙丑科進士，授大理寺评事，迁寺副、寺正，出為直隸淮安府知府，成化二十三年（1487）迁陕西布政使司左参政，守关南，升陕西右布政使，迁四川左布政使，补广东，皆有惠政。
弘治十二年（1499）以都察院右副都御史、巡撫江西，镇压江西新昌民王武叛乱不力。改抚河南。
正德元年（1506年），任南京大理寺卿。正德三年（1508年）正月，升刑部左侍郎，同年六月十一日升南京刑部尚书致仕。嘉靖九年（1530年）八月初七卒，年八十九，谥庄僖。

## 家族
曾祖韓彥達；祖父韓良可，曾任典史；父韓弼，曾任長史。